# Ahmed Tevfik Pasza

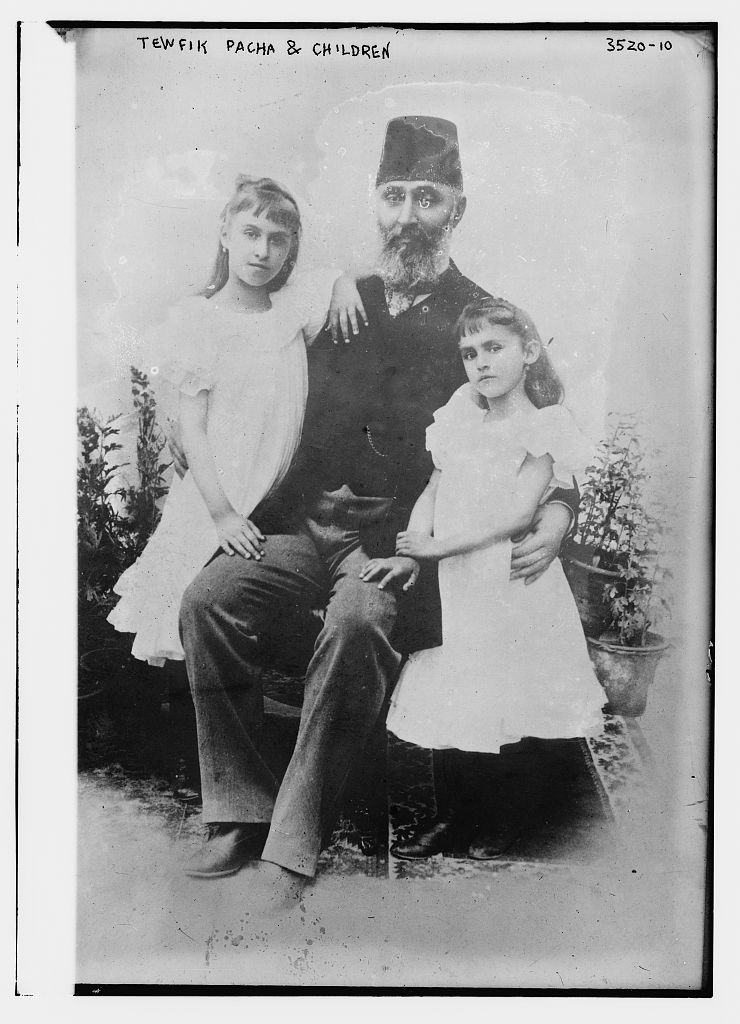
Ahmed Tevfik Pasza z dziećmi

Ahmed Tevfik Pasza, osm. احمد توفیق پاشا (ur. 11 lutego 1845 w Stambule, zm. 8 października 1936 tamże) – osmański urzędnik, trzykrotny i zarazem ostatni Wielki wezyr Imperium Osmańskiego.

## Życiorys
Był synem oficera kawalerii Ismaila Hakki Paszy, pochodzącego z tatarskiego rodu Girej, z Krymu i Gülşinas Banu. Przez wiele lat pracował w służbie dyplomatycznej - na placówkach w Rzymie, Wiedniu, Petersburgu i w Atenach. W latach 1885–1895 był ambasadorem Imperium Osmańskiego w Berlinie, a w latach 1909–1914 w Londynie. W czasie pełnienia misji dyplomatycznej w Berlinie szczególnie zainteresował się systemem szkolnictwa wyższego w Niemczech, który pragnął zaadaptować do warunków tureckich.
W 1895 objął urząd ministra spraw zagranicznych, który sprawował do 1909. Trzykrotnie obejmował urząd Wielkiego wezyra – w 1909, w 1918 i po raz ostatni w 1920. Był ostatnią osobą pełniącą ten urząd. Po upadku Imperium Osmańskiego stracił tytuł paszy, a w 1934 przyjął nazwisko „Okday”. Pochowany na cmentarzu Edirnekapi (Edirnekapı Şehitliği) w Stambule.
Był żonaty (żona Elisabeth Schumi), miał pięcioro dzieci. W 1986 ukazały się wspomnienia Şefika Okdaya, pt. Büyükbabam Son Sadrazam Ahmet Tevfik Paşa (Mój dziadek Ahmed Tevfik Pasza • Ostatni Wielki Wezyr).